# 佳能 EOS 10D
Canon EOS 10D是一部具备650万像素的佳能数码单镜反光相机，使用的成像元件为CMOS，于2003年2月27日发布。不支持佳能EF-S接环镜头。

## 改进
相比前任作品EOS D60，虽然输出的分辨率没有变化，但EOS 10D确实有许多改进。这些提升说不上是革命性的改变，但是对使用者来说，却是很好的改善。
- 改进的7点 自动对焦 系统—EOS D60使用3点自动对焦系统—此對焦系統更為敏感，對焦範圍更廣。
- 快門釋放與反光鏡跳回時較為安靜（事實上迄今與先前或之後機種相比，是最安靜的機種之一）。
- 更短的快门时滞与屏幕断电等待
- 支持超过2GB的CF卡使用FAT32格式存储
- 使用了佳能独家研发的 DIGIC 图像处理器 ，使得相机可以生成更高质量的图像，同时拥有更低的能量消耗。
- 提供了从ISO 100 到 最高ISO 1600的感光度 (可透過選單設定擴增到H=3200)
- 具有方向传感器，可以判断拍摄时相机处于水平或是垂直状态，给拍摄的相片加上标签，以便在回放的时候方便观看。